# Grand Prix Sezon 1907
Sezon Grand Prix 1907 – kolejny sezon wyścigów Grand Prix organizowanych w Europie i Stanach Zjednoczonych przez organizację AIACR.

## Podsumowanie Sezonu

### Grandes Épreuves
| Data    | Grand Prix         | Tor    | Zwycięzca (kierowcy) | Zwycięzca (konstruktorzy) | Wyniki |
| ------- | ------------------ | ------ | -------------------- | ------------------------- | ------ |
| 2 lipca | Grand Prix Francji | Dieppe | Felice Nazzaro       | Fiat                      | Wyniki |

### Pozostałe Grand Prix
| Data          | Grand Prix                            | Tor             | Zwycięzca (kierowcy) | Zwycięzca (konstruktorzy) | Wyniki |
| ------------- | ------------------------------------- | --------------- | -------------------- | ------------------------- | ------ |
| 22 kwietnia   | Targa Florio                          | Madonie         | Felice Nazzaro       | Fiat                      | Wyniki |
| 7 czerwca     | Moskwa-St. Petersburg                 | Drogi publiczne | Arthur Duray         | Lorraine-Dietrich         | Wyniki |
| 13–14 czerwca | Kaiser Preis                          | Taunus          | Felice Nazzaro       | Fiat                      | Wyniki |
| 25 lipca      | Circuit des Ardennes (Kaiser formula) | Bastogne        | John Moore-Brabazon  | Minerva                   | Wyniki |
| 27 lipca      | Circuit des Ardennes                  | Bastogne        | Pierre de Caters     | Mercedes                  | Wyniki |
| 1 września    | Coppa Florio                          | Brescia         | Ferdinando Minoia    | Isotta Fraschini          | Wyniki |
| 2 września    | Coppa della Velocità                  | Brescia         | Alessandro Cagno     | Itala                     | Wyniki |